# محمد عمر غريب
محمد عمر غريب (مواليد 24 يناير 1960) هو لاعب كرة قدم. يلعب مع منتخب الجزائر لكرة القدم. سبق له أن لعب في الألعاب الأولمبية الصيفية مع منتخب بلاده.

## روابط خارجية
- محمد عمر غريب على موقع الاتحاد الدولي (مؤرشف)  (الإنجليزية)
- محمد عمر غريب على موقع قاعدة بيانات كرة القدم.إي يو (الإنجليزية)
- محمد عمر غريب على موقع ناشيونال فوتبول تيمز (الإنجليزية)
- محمد عمر غريب على موقع عالم كرة القدم.نت (الإنجليزية)
- محمد عمر غريب على موقع أوليمبيديا (الإنجليزية)